# Llista de topònims de Castellnou de Seana
Llista de topònims (noms propis de lloc) del municipi de Castellnou de Seana, a Pla d'Urgell
Informació actualitzada per un bot. Els canvis manuals es perdran quan s'actualitzi!

## casa
| imatge | Nom                              | Ubicat a            | instància de | Detalls                       | coordenades                                        | Protecció                                  | Commons (més fotos)              | Dades a WD                    |
| ------ | -------------------------------- | ------------------- | ------------ | ----------------------------- | -------------------------------------------------- | ------------------------------------------ | -------------------------------- | ----------------------------- |
|        | Cal Galitó                       | Castellnou de Seana | casa         | Estil: noucentisme            | 41° 38′ 50″ N, 0° 58′ 17″ E / 41.6473°N,0.97142°E  | bé integrant del patrimoni cultural català | Cal Galitó (Castellnou de Seana) | Modifica les dades a Wikidata |
|        | Cal Peretó (Castellnou de Seana) | Castellnou de Seana | casa         | Estil: arquitectura eclèctica | 41° 38′ 53″ N, 0° 58′ 12″ E / 41.648°N,0.96992°E   | bé integrant del patrimoni cultural català | Cal Peretó (Castellnou de Seana) | Modifica les dades a Wikidata |
|        | Cal Rafel                        | Castellnou de Seana | casa         |                               | 41° 38′ 54″ N, 0° 58′ 10″ E / 41.6484°N,0.969562°E | bé integrant del patrimoni cultural català | Cal Rafel (Castellnou de Seana)  | Modifica les dades a Wikidata |

## creu de terme
| imatge | Nom                             | Ubicat a            | instància de  | Detalls                                 | coordenades                                          | Protecció                      | Commons (més fotos)                              | Dades a WD                    |
| ------ | ------------------------------- | ------------------- | ------------- | --------------------------------------- | ---------------------------------------------------- | ------------------------------ | ------------------------------------------------ | ----------------------------- |
|        | Capitell de creu de terme       | Castellnou de Seana | creu de terme | Estil: arquitectura gòtica 15th century | 41° 38′ 55″ N, 0° 58′ 13″ E / 41.648521°N,0.97019°E  | bé cultural d'interès nacional | Capitell de creu de terme de Castellnou de Seana | Modifica les dades a Wikidata |
|        | Peu i capitell de creu de terme | Castellnou de Seana | creu de terme | Estil: arquitectura del Renaixement     | 41° 38′ 55″ N, 0° 58′ 13″ E / 41.648547°N,0.970272°E | bé cultural d'interès nacional |                                                  | Modifica les dades a Wikidata |

## edifici
| imatge | Nom         | Ubicat a            | instància de | Detalls                     | coordenades                                                               | Protecció                                  | Commons (més fotos)               | Dades a WD                    |
| ------ | ----------- | ------------------- | ------------ | --------------------------- | ------------------------------------------------------------------------- | ------------------------------------------ | --------------------------------- | ----------------------------- |
|        | cafè Modern | Castellnou de Seana | edifici      | Estil: noucentisme          | 41° 38′ 50″ N, 0° 58′ 10″ E / 41.6472°N,0.96951°E ca:Carrer Sant Blai, 23 | bé integrant del patrimoni cultural català | Cafè Modern (Castellnou de Seana) | Modifica les dades a Wikidata |
|        | la Farinera | Castellnou de Seana | edifici      | Estil: arquitectura popular | 41° 38′ 11″ N, 0° 58′ 00″ E / 41.6364°N,0.966638°E                        | bé integrant del patrimoni cultural català | La Farinera (Castellnou de Seana) | Modifica les dades a Wikidata |

## granja
| imatge | Nom                  | Ubicat a            | instància de | Detalls | coordenades                                                          | Protecció | Commons (més fotos) | Dades a WD                    |
| ------ | -------------------- | ------------------- | ------------ | ------- | -------------------------------------------------------------------- | --------- | ------------------- | ----------------------------- |
|        | Granges del Casimiro | Castellnou de Seana | granja       |         | 41° 38′ 58″ N, 0° 58′ 27″ E / 41.649472564106°N,0.974256396249109°E  |           |                     | Modifica les dades a Wikidata |
|        | Granges del Recaredo | Castellnou de Seana | granja       |         | 41° 39′ 30″ N, 0° 57′ 27″ E / 41.6582084942326°N,0.957445092253358°E |           |                     | Modifica les dades a Wikidata |
|        | Granja del Morros    | Castellnou de Seana | granja       |         | 41° 39′ 56″ N, 0° 58′ 35″ E / 41.6654623612006°N,0.976481593969856°E |           |                     | Modifica les dades a Wikidata |
|        | Granja del Napoleó   | Castellnou de Seana | granja       |         | 41° 39′ 36″ N, 0° 59′ 31″ E / 41.6599621112459°N,0.992038814202619°E |           |                     | Modifica les dades a Wikidata |
|        | Granja del Rubiol    | Castellnou de Seana | granja       |         | 41° 39′ 50″ N, 0° 59′ 40″ E / 41.6638496415277°N,0.994428258303339°E |           |                     | Modifica les dades a Wikidata |
|        | Granja del Tano      | Castellnou de Seana | granja       |         | 41° 38′ 52″ N, 0° 57′ 50″ E / 41.6478318831137°N,0.963981066674678°E |           |                     | Modifica les dades a Wikidata |

## masia
| imatge | Nom                    | Ubicat a            | instància de | Detalls | coordenades                                                          | Protecció | Commons (més fotos) | Dades a WD                    |
| ------ | ---------------------- | ------------------- | ------------ | ------- | -------------------------------------------------------------------- | --------- | ------------------- | ----------------------------- |
|        | Cal Cases              | Castellnou de Seana | masia        |         | 41° 38′ 16″ N, 0° 58′ 44″ E / 41.637719060606°N,0.978862753167218°E  |           |                     | Modifica les dades a Wikidata |
|        | Cal Cos                | Castellnou de Seana | masia        |         | 41° 39′ 32″ N, 0° 58′ 37″ E / 41.6587694193318°N,0.976931402648516°E |           |                     | Modifica les dades a Wikidata |
|        | Cal Cubano             | Castellnou de Seana | masia        |         | 41° 38′ 24″ N, 0° 58′ 46″ E / 41.6398801563366°N,0.979347495438343°E |           |                     | Modifica les dades a Wikidata |
|        | Cal Cós                | Castellnou de Seana | masia        |         | 41° 39′ 33″ N, 0° 58′ 23″ E / 41.659207291554°N,0.973158573646302°E  |           |                     | Modifica les dades a Wikidata |
|        | Cal Dejú               | Castellnou de Seana | masia        |         | 41° 38′ 29″ N, 0° 58′ 39″ E / 41.6415161100121°N,0.977627439841076°E |           |                     | Modifica les dades a Wikidata |
|        | Cal Gatnau             | Castellnou de Seana | masia        |         | 41° 39′ 11″ N, 0° 58′ 17″ E / 41.653149026602°N,0.971295069539968°E  |           |                     | Modifica les dades a Wikidata |
|        | Cal Jan                | Castellnou de Seana | masia        |         | 41° 39′ 08″ N, 0° 58′ 21″ E / 41.6521457282216°N,0.972623496721531°E |           |                     | Modifica les dades a Wikidata |
|        | Cal Vendrell           | Castellnou de Seana | masia        |         | 41° 38′ 28″ N, 0° 58′ 45″ E / 41.6411265275234°N,0.979032391984654°E |           |                     | Modifica les dades a Wikidata |
|        | Cal Voladeres          | Castellnou de Seana | masia        |         | 41° 38′ 35″ N, 0° 58′ 47″ E / 41.6430556900917°N,0.979644478965313°E |           |                     | Modifica les dades a Wikidata |
|        | Era del Pepet          | Castellnou de Seana | masia        |         | 41° 39′ 10″ N, 0° 57′ 59″ E / 41.6526471145276°N,0.966339205934706°E |           |                     | Modifica les dades a Wikidata |
|        | Masia del Mig-ull      | Castellnou de Seana | masia        |         | 41° 38′ 10″ N, 0° 58′ 34″ E / 41.63625°N,0.97610278°E                |           |                     | Modifica les dades a Wikidata |
|        | Torre Vilalta          | Castellnou de Seana | masia        |         | 41° 38′ 57″ N, 0° 57′ 18″ E / 41.6490608254465°N,0.955080404535266°E |           |                     | Modifica les dades a Wikidata |
|        | Torre de Cal Vilardell | Castellnou de Seana | masia        |         | 41° 38′ 26″ N, 0° 57′ 56″ E / 41.6406107304164°N,0.965625240935358°E |           |                     | Modifica les dades a Wikidata |
|        | Torre del Gallinaire   | Castellnou de Seana | masia        |         | 41° 38′ 35″ N, 0° 57′ 16″ E / 41.6430613871056°N,0.954513741052055°E |           |                     | Modifica les dades a Wikidata |
|        | Torre del Gros         | Castellnou de Seana | masia        |         | 41° 39′ 07″ N, 0° 59′ 55″ E / 41.6520320900518°N,0.99850568206927°E  |           |                     | Modifica les dades a Wikidata |
|        | Torre del Parrot       | Castellnou de Seana | masia        |         | 41° 39′ 25″ N, 0° 58′ 39″ E / 41.6568406304693°N,0.977364083833234°E |           |                     | Modifica les dades a Wikidata |
|        | Torre del Pelegrí      | Castellnou de Seana | masia        |         | 41° 38′ 31″ N, 0° 58′ 32″ E / 41.641912021401°N,0.97566213950853°E   |           |                     | Modifica les dades a Wikidata |
|        | Torre del Segarra      | Castellnou de Seana | masia        |         | 41° 39′ 46″ N, 0° 59′ 13″ E / 41.662826400809°N,0.98701747379474°E   |           |                     | Modifica les dades a Wikidata |
|        | la Teuleria            | Castellnou de Seana | masia        |         | 41° 39′ 30″ N, 0° 58′ 33″ E / 41.6583515741053°N,0.975707474656249°E |           |                     | Modifica les dades a Wikidata |

## Misc
| imatge | Nom                                       | Ubicat a                                                                | instància de                                   | Detalls                       | coordenades                                                                                           | Protecció                                  | Commons (més fotos)                       | Dades a WD                    |
| ------ | ----------------------------------------- | ----------------------------------------------------------------------- | ---------------------------------------------- | ----------------------------- | --- | ------------------------------------------ | ----------------------------------------- | ----------------------------- |
|        | Ajuntament de Castellnou de Seana         | Castellnou de Seana                                                     | casa consistorial                              | Estil: arquitectura eclèctica | 41° 38′ 53″ N, 0° 58′ 16″ E / 41.64817°N,0.97123°E                                                    | bé integrant del patrimoni cultural català | Ajuntament de Castellnou de Seana         | Modifica les dades a Wikidata |
|        | Castellnou de Seana                       | Castellnou de Seana                                                     | entitat singular de població capital municipal | 728 hab                       | 41° 38′ 53″ N, 0° 58′ 15″ E / 41.64802°N,0.97093°E 273 msnm                                           |                                            |                                           | Modifica les dades a Wikidata |
|        | Estació de Castellnou de Seana            | Castellnou de Seana                                                     | estació de ferrocarril                         |                               | 41° 38′ 15″ N, 0° 58′ 04″ E / 41.63747222222222°N,0.9676944444444444°E                                |                                            | Castellnou de Seana train station         | Modifica les dades a Wikidata |
|        | Sant Joan Baptista de Castellnou de Seana | Castellnou de Seana                                                     | església església parroquial                   | Estil: arquitectura barroca   | 41° 38′ 55″ N, 0° 58′ 13″ E / 41.6486°N,0.97018°E                                                     | bé integrant del patrimoni cultural català | Sant Joan Baptista de Castellnou de Seana | Modifica les dades a Wikidata |
|        | Tossals de Santa Maria                    | Castellnou de Seana                                                     | muntanya                                       |                               | 41° 39′ 59″ N, 0° 57′ 31″ E / 41.6664°N,0.958625°E 260.9 msnm                                         |                                            |                                           | Modifica les dades a Wikidata |
|        | cabana de l'Anton                         | Castellnou de Seana                                                     | cabana                                         |                               | 41° 40′ 16″ N, 0° 57′ 30″ E / 41.6710382728471°N,0.958204584938054°E                                  |                                            |                                           | Modifica les dades a Wikidata |
|        | riu Corb                                  | Noguera Segrià Conca de Barberà Pla d'Urgell Urgell província de Lleida | curs d'aigua                                   | Desemboca: Segre Llarg: 57km  | 41° 40′ 41″ N, 0° 42′ 45″ E / 41.678°N,0.71242°E 41° 32′ 33″ N, 1° 21′ 21″ E / 41.542506°N,1.355713°E |                                            | Corb River                                | Modifica les dades a Wikidata |